# Tony 10
Tony 10 is een Nederlandse komische film uit 2012 van Mischa Kamp. De film werd goed bezocht en werd een Gouden Film (meer dan 100.000 bezoekers).

## Verhaal
Tony, een jongen van 10, is bijzonder fier op zijn vader. Echter, op zeker moment gaat zijn vader weg van huis, na een echtelijke ruzie. Tony beeldt zich in dat zijn vader op de koningin verliefd is. Hij onderneemt allerhande pogingen om de ruzie tussen zijn ouders op te lossen. Ook het koningshuis helpt hem daarbij. 

## Rolverdeling
- Faas Wijn - Tony Wagemans
- Jeroen Spitzenberger - Gilles
- Rifka Lodeizen - Sissy
- Annet Malherbe - Koningin
- Carlo Boszhard - Leraar
- Anna Drijver - Wanda
- Loek Peters - Toep.
- Famke Stasse - Luus

## Prijs
- Juryprijs Internationaal Kinderfilmfestival Galicië (Krakau)